# Shisōchin

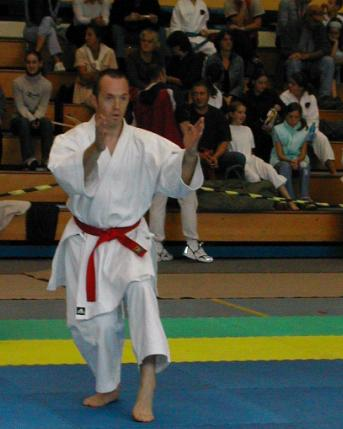
Shisōchin in einem Wettkampf

Shisōchin (japanisch 四向戦) ist eine Kata des Karate. Sie wird im Gōjū-Ryū und Shitō-Ryū geübt.

## Herkunft und Name
Shisōchin ist eine Abwandlung der chinesischen Form Shi Zhen Jing.  Shi bedeutet echte Stärke, Zhen beschreibt das Würgen oder Halten, Jing steht wiederum für Kraft oder Energie. Higaonna Kanryō erlernte diese Kata von Ryū Ryū Ko, einem Meister des Baihequan. Man nennt die Kata auch vier kämpfende Affen.

## Inhalt
In der Shisōchin wird geübt, mittels Würge- oder Haltetechniken anzugreifen oder sich gegen solche Techniken zu wehren. Shisōchin konzentriert sich wie Sansēru auf einen Kampf in vier Richtungen. Zusätzlich zu Fingerstoßtechniken, die die Distanz zwischen sich und dem Gegner vergrößern, enthält Shisōchin auch Techniken für Nahkampfsituationen (z. B. Gelenkhebel).

## Videos
- Andreas Ginger: Goju-Ryu Kata. Videoproduktion Geupel (DVD, ohne Altersbeschränkung, ca. 100 min)
- Mario Holderbach: Goju-Ryu-Kata. Best Fitness Solutions (DVD, ohne Altersbeschränkung)